# وزن الذبابة
وزن الذبابة (بالإنجليزية: Flyweight)‏ هو أحد فئات الوزن في رياضات القتال.

## الملاكمة
في الملاكمة يشمل وزن الذبابة الملاكمين الذين لا تقل أوزانهم عن 49 كغم (108 رطل) ولا تزيد عن 52 كغم (112 رطل).

### ملاكمة المحترفين
كان وزن الذبابة آخر فئات الوزن التقليدية الثمان في الملاكمة التي تم إقرارها.

## فنون القتال المختلطة
فئة وزن الذبابة في فنون القتال المختلطة – على النحو المحدد في الرياضات القتالية للجنة ولاية نيفادا الرياضية ورابطة لجان الملاكمة – يجمع معًا جميع المتنافسين من وزن 125 رطلاً (57 كجم) وأقل. تقع بين وزن القشة (106 رطلاً - 115 رطلاً) و وزن الديك (126 رطلاً - 135 رطلاً).